# Vanilla Fudge
Vanilla Fudge é uma banda estadunidense de rock psicodélico formado em 1966 em Long Island, Nova Iorque. Os fundadores foram: Tim Bogert (vocal, baixo), Carmine Appice (bateria), Mark Stein (teclados) e Vince Martell (guitarra).
Grandes admiradores dos Beatles, fizeram covers de "Ticket To Ride" e "Eleanor Rigby" , mas o grande sucesso veio com uma hard e psicodélica versão de "You Keep Me Hangin'", uma canção de  sucesso de The Supremes.
Outro cover que lhes entregue para a história da música moderna é a "Some Velvet Morning, uma suave canção originalmente composta por Lee Hazlewood, e realizada pelo autor em dueto com Nancy Sinatra. A Vanilla irá dar uma interpretação pessoal decididamente psicodélico e extensamente à procura de som extremamente estridente com o original e que o tornam uma espécie de manifesto do psicodélico.
Digno de nota, também, a interpretação em uma moderna forma de famosas peças de música clássica.

## Formação

### Formação atual
- Carmine Appice - bateria, vocal (1966–1970, 1982–1984, 1987–1988, 1991, 1999–2008, 2009–presente)
- Vince Martell - guitarra, vocal (1966–1970, 1982–1984 (convidado), 1999–2003, 2005–presente)
- Mark Stein - vocal, teclados (1966–1970, 1982–1984, 1987–1988, 2005, 2006–presente)
- Pete Bremy - baixo, vocal (2002, 2011–presente) [2]

### Ex-integrantes
- Tim Bogert - vocal, baixo
- Lanny Cordola - guitarra, vocal
- Paul Hanson - guitarra, vocal
- Bill Pascali - vocal, teclados
- Teddy Rondinelli - guitarra, vocal
- Derek St. Holmes - guitarra, vocal
- T.M. Stevens - baixo

## Discografia

### Álbuns de estúdio
1. Vanilla Fudge (1967)

2. The Beat Goes On (1968)

3. Renaissance (1968)

4. Near the Beginning (1969)

5. Rock & Roll (1969)

6. Mystery (1984)

7. The Return / Then And Now (2002)

8. Out Through the in Door (2007)

### Coletâneas e álbuns ao vivo
1. Best of Vanilla Fudge (1982)

2. The Best of Vanilla Fudge - Live (1991)

3. Psychedelic Sundae - The Best of Vanilla Fudge (1993)

4. The Return - Live in Germany Part 1 (2003)

5. The Real Deal - Vanilla Fudge Live (2003)

6. Rocks the Universe - Live in Germany Part 2 (2003)

7. Good Good Rockin' - Live @ Rockpalast (2007)